# 四氯化铪
四氯化铪，无机化合物，化学式HfCl4。这种无色固体是大多数有机铪化合物的前体。它可用于多种特定用途，主要集中于材料科学中，或作为催化剂。

## 制备
可以用几种相近的方法来制备HfCl4：
- 在450 °C以上用四氯化碳和二氧化铪反应[3][4]；

HfO2  +  2 CCl4  →   HfCl4  +  2 COCl2
- 用氯气或二氯化二硫，在600 °C以上氯化HfO2和碳的混合物[5][6]：

HfO2  +  2 Cl2  +  C   →   HfCl4  +  CO2
- 在250 °C以上氯化碳化铪[7]。

HfC+2 Cl2→HfCl4+C

## 分离锆和铪
铪和锆通常共生于矿物中，如锆石、曲晶石和斜锆石。二氧化铪（HfO2）的含量在锆石中为0.05％至2.0％，曲晶石为5.5％至17％，斜锆石为1.0％至1.8％。铪和锆的化合物会从矿石中一并提取，并转化为四氯化物的混合物。
HfCl4和ZrCl4难以分离，因为铪和锆的化合物具有非常相似的化学和物理性质。它们的原子半径相近：铪为156.4 pm，而锆为160 pm。两种金属的反应相似，并会形成相似的配合物。
许多方法可从ZrCl4中提炼出HfCl4，包括分馏、分级沉淀、分级结晶和离子交换法。固体氯化铪的蒸气压（从476至681 K）的对数（以10为底数）由下式给出：log10(P) = -5197/T + 11.712，其中压力的单位为托，温度的单位为开尔文。（熔点下的压力为23000托。）
有一种方法基于两种四卤化物还原性的差异。选择性地将锆化合物还原一至二价，甚至是单质，可以分离四卤化物。在还原反应中，四氯化铪基本不反应，并且可从直接从锆的低卤化物中回收。四氯化铪是挥发性的，因此可以很容易地从不挥发的三卤化锆中分离出来。

## 结构及成键
此卤化物含有+4氧化态的铪。固体HfCl4是八面体铪中心聚合物。每个铪中心周围有六个氯配体，二个为终端，四个桥接至另一个铪中心。在气相中，ZrCl4和HfCl4有着与TiCl4相同的单体四面体结构。气相HfCl4的电子成相研究显示，Me-Cl核间距为2.33 Å，Cl…Cl核间距为3.80 Å。核间距比r(Me-Cl)/r(Cl…Cl)为1.630，与正四面体模型的预测值（1.633）很接近。

## 反应特性
该化合物极易水解，并释放氯化氢：
HfCl4 + H2O   →   HfOCl2  +  2 HCl
因而，久置的样品中常常混有氯氧化物，它也是无色的。
与THF单体按2:1的比例形成配合物：
HfCl4  +  2 OC4H8  →   HfCl4(OC4H8)2
因为此配合物可溶于有机溶剂，它是一种制备铪的其他配合物的有用试剂。
HfCl4与格氏试剂发生复分解反应。可用此制备四苄基铪。
与醇形成醇盐。
HfCl4  +  4 ROH   →   Hf(OR)4  +  4 HCl
这些化合物结构复杂。

### 还原
HfCl4极难还原。在膦配位体的存在下，可以用钠钾合金还原：
2 HfCl4  +  2 K  +  4 P(C2H5)3   →   Hf2Cl6[P(C2H5)3]4  +  2 KCl
深绿色的二铪产物是抗磁性的。X射线晶体学结果表明该配合物的结构为共边双八面体，与锆类似物非常类似。

## 用途
四氯化铪是高活性的齐格勒-纳塔催化剂的前体，用于烯烃，特别是丙烯的聚合中。典型的催化剂由四苄基铪衍生而来。
在各种有机合成应用中，HfCl4是一种高效的路易斯酸。例如，相比使用氯化铝，用四氯化铪能使二烯丙基氯硅烷更高效地烷基化二茂铁。大尺寸的Hf可以减小HfCl4与二茂铁配合的倾向。
HfCl4可以加速1,3-偶极环加成，并对其加以控制。与芳基和脂族醛肟一起使用时，相比其它路易斯酸，能得到更好的结果，并可生产外异构体。

### 微电子应用
HfCl4曾作为化学气相沉积和原子层沉积的一种前体，以生成二氧化铪和硅酸铪，它们在制造现代高密度集成电路时用作高κ电介质。然而，由于其相对较低的揮發性和腐蚀性的副产物（即HCl），HfCl4为金属有机前体所淘汰，例如四(乙基甲基氨基)铪（TEMAH）。

## 扩展阅读
- Duraj, S. A.; Towns; Baker; Schupp, J. . Acta Crystallographica. 1990, C46 (5): 890–2. doi:10.1107/S010827018901382X.